# Henri Quilgars
Henri Quilgars est un historien et préhistorien français, né à Guérande le 18 juin 1877 et mort à Piriac-sur-Mer le 21 mars 1937.

## Biographie
Né dans une famille de notables de la ville de Guérande, il y fait ses études secondaires au petit séminaire de la ville. Il poursuit ses études à Paris, à l’École des chartes et à l’École du Louvre.
De retour en Loire-Atlantique, il devient membre en 1897, à l’âge de 20 ans, de la Société archéologique et historique de Nantes, puis secrétaire de cette société entre 1901 et 1903. Il quitte sa région natale pour poursuivre une carrière dans la haute administration où il terminera avec le grade de « sous-inspecteur » de l’Assistance publique. Il décède le 21 mars 1937 à Piriac-sur-Mer, ville dont il sera maire dans les années 1930.
Son travail d'archéologue a été remarqué par ses pairs, pas par les techniques qu'il utilisait, les mêmes que ses contemporains, mais par ses analyses des objets et de la stratigraphie des sites. Il a ainsi été novateur dans l'interprétation des « briquettages » qu'il data correctement à l'âge du fer (La Tène), et dont il démontra qu'il s'agissait de four à sel (pain de sel obtenus par évaporation, dit sel ignigène). Il a aussi eu une contribution importante pour l'interprétation des silex géométriques ou « microlithes » qu'il attribua au Mésolithique.
Parallèlement à ses activités d’historien et de préhistorien, Henri Quilgars sera le fondateur à Rennes du Comité de défense des intérêts bretons en 1921 et de son journal : « La Bretagne intégrale ». Il participera ainsi aux mouvements culturels bretons de l’entre-deux-Guerres et aux mouvements nationalistes bretons de l’époque.
Avec deux amis, anciens guérandais travaillant comme lui à Rennes, puis vite rejoints par d'autres, il participe à la fondation des Amis de Guérande, en 1928.
Sa maison a été pillée sous l’Occupation, ses archives ont alors été détruites et ses collections archéologiques dispersées ou détruites. Une partie avait été heureusement déposée antérieurement au Musée Dobrée à Nantes et au « Musée des Amis de Guérande » (Musée de la Porte Saint-Michel à Guérande).

## Publications
Ci-dessous une sélection des travaux et livres :
Les travaux d’Henri Quilgars sur l’archéologie et la culture bretonne sont essentiellement centrés sur le pays de Guérande et la Haute Bretagne :
Sélection d'articles
Notons dans l'abondance des publications :
- Fouilles du dolmen de Sandun, in Bulletin de la Société archéologique de Nantes, 1897, tome XXXVII, p. 48-57
- Quelques considérations sur les monuments mégalithiques du pays guérandais, Annales de Bretagne, tome XIII, 1897
- Fouilles du dolmen de Méarzin en Pénestin, 1899, Bulletin de la Société Polymathique du Morbihan, p. 109-119.
- Guérande préhistorique (fouilles faites entre 1897 et 1899 dont : nécropole de Brétineau), 1900, Bulletin de la Société archéologique de Nantes, p. 1-19
- Nos Origines et nos traditions, revue « Terroir breton », 1902
- L’administration municipale de la ville de Guérande, La « Revue de Bretagne », 1902
- L’insurrection du mois de juin 1792 dans le district de Guérande, 1905
- L’église Saint-Aubin de Guérande, La « Revue de Bretagne », 1905
- Dictionnaire topographique du département de Loire-Inférieure, Nantes, 1906
- Géographie historique du Pays de Guérande, du VIe au Xe siècle, 1911
- La condition des personnes et des terres et l’état du commerce et de l’agriculture dans la sénéchaussée de Guérande, « Revue de l’Association bretonne », 1911
- La sénéchaussée de Guérande : origine, formation et administration, « La revue morbihannaise », 1912
- Les époques préhistorique et gauloise dans le Pays de Guérande, Mémoires de l’Association bretonne, Congrès de Montcontour, 1912
- Quelques institutions de Guérande ; la fabrique de Guérande ; L’instruction publique à Guérande avant la Révolution, sans date (probablement entre 1910 et 1920) tirés à part sans références.
- La production en Bretagne : des chiffres et des faits, revue « Buhez Breiz », Brest 1922

Il faut ajouter des articles dans des revues reconnues internationalement :
- dans l’Anthropologie[6], publiée par l'Institut de paléontologie humaine (Muséum national d'histoire naturelle, Paris)
- dans le bulletin de la Société préhistorique française (Paris).
- dans la Revue des traditions populaires (Paris).

Il publia aussi de nombreux articles dans des revues régionales : dans l’Hermine, le Terroir breton, le Bulletin de la Société polymathique du Morbihan, Bulletin de la Société d’histoire de Bretagne, le Bulletin de l'Union régionaliste bretonne, le Bulletin de la Société historique et archéologique de Nantes, entre autres.
Textes de conférences
- Les chants et les bardes populaires de la Bretagne, Conférence faite au Congrès de l'Union régionaliste bretonne, à Guérande le 28 août 1920, Imprimeries réunies A. Bouteloup & fils ainé, Redon (1920), 20 pages
- Le sentiment breton, conférence au Congrès de l’Union régionaliste bretonne à Perros-Guirec, 1er septembre 1921.
- La Bretagne agricole et économique, conférence au Congrès de Janzé, 7 au 12 novembre 1926, publiée dans le Bulletin de l’Union régionaliste bretonne
- Le pays de Guérande : Guérande, Batz, Le Croisic, Piriac, conférence au Congrès de Batz, in Bulletin de l’Union régionaliste bretonne, 5 septembre 1928

Livres
Ouvrages que l'on trouve encore chez les bouquinistes, dont l'érudition est toujours pertinente, bien que les données archéologiques ou historiques soient datées :
- À travers la ville de Guérande : guide historique et archéologique, Nantes, 1913.
- À travers le pays de Guérande : guide historique et archéologique, Piriac, Mesquer, La Turballe, Saint-Lyphard, 1914
- Petite histoire du pays et de la ville de Guérande, terre bretonne, 1922
- À cœur battant : histoire bretonne, Rennes, Éditions du Comité de Défense des Intérêts Bretons; 1922; 201 pages.
- Guérande terre bretonne : des enchantements et des ruines, 1930

Il faut ajouter à cette liste des nouvelles et deux romans.
- La chaîne du foyer : nouvelle bretonne, Laval, Imprimerie de la Mayenne, 1926, 74 pages - rééditée en 2010 par les éditions du Traict.
- Le Glaive Sacré, le poème breton de Ballon (Les Francs chassés de la Bretagne, poème en prose en 3 actes), Rennes, imprimerie du nouvelliste, 1928, 39 pages.
- Au mystérieux jardin de joie (Légende dorée de la Bretagne fin du VIe siècle), 3 actes en prose, Rennes, imprimerie du nouvelliste, 1928, 32 pages.